# ピックンとアップン
『ピックンとアップン』は、1988年4月8日から1990年3月16日までNHK教育テレビの『幼稚園・保育所の時間』枠で放送されていた自然科学分野の教育番組である。

## 概要
前半5分の「あ・そ・ぼ」コーナーではリズム遊び、後半10分の「動物くん」では動物を紹介した。

## 出演者
司会
担当 - 佐久間レイ
番組の主役のお姉さん。
ピックン
声 - 山本圭子
アップン
声 - 山田妙子